# Cedral (kommun i Brasilien, São Paulo)
Cedral är en kommun i Brasilien.   Den ligger i delstaten São Paulo, i den sydöstra delen av landet, 600 km söder om huvudstaden Brasília. Antalet invånare är 7 968.
Följande samhällen finns i Cedral:
- Cedral

Omgivningarna runt Cedral är en mosaik av jordbruksmark och naturlig växtlighet. Runt Cedral är det ganska glesbefolkat, med 36 invånare per kvadratkilometer.